# Walter Hoffmann (Fußballspieler, 1952)
Walter Hoffmann (* 9. Mai 1952) ist ein ehemaliger deutscher Fußballspieler.

## Sportlicher Werdegang
Hoffmann rückte Anfang der 1970er Jahre beim Bonner SC aus der Jugend über die Reservemannschaft in die Wettkampfmannschaft auf, für die er im Laufe der Spielzeit 1970/71 in der Regionalliga West debütierte. Es blieb in dieser Saison bei einem Spiel, in dem er zwei Tore schoss. Am Saisonende stieg der Offensivspieler mit dem Klub in die drittklassige Verbandsliga Mittelrhein ab, wo er mit dem Klub in der Spielzeit 1971/72 Meister wurde. In der anschließenden Aufstiegsrunde verpasste er mit der Mannschaft als Tabellendritter hinter Sportfreunde Siegen und dem 1. FC Mülheim die direkte Rückkehr in die Zweitklassigkeit. Daraufhin schloss er sich dem Regionalligisten Alemannia Aachen an, für den er zwei Spielzeiten auf Torejagd ging. Für die Alemannia bestritt er 44 Spiele in der Regionalliga West und erzielte 10 Tore. Zwar qualifizierte er sich mit dem Klub am Ende der Spielzeit 1973/74 für die neu eingeführte 2. Bundesliga, er kehrte jedoch zum weiterhin in der Verbandsliga spielenden Bonner SC zurück. Mit dem Klub wurde er in der Spielzeit 1975/76 Drittligameister. Für den Verein bestritt er in der Zweitligasaison 1976/77 35 Ligaspiele und war mit elf Saisontoren maßgeblich daran beteiligt, dass der Klub sportlich auf dem letzten Nichtabstiegsplatz die Klasse hielt. Den Bonnern wurde jedoch die Lizenz für die folgende Spielzeit verweigert, so dass er erneut in der Verbandsliga antreten musste. Dort erreichte Hoffmann als Tabellendritter mit dem Zwangsabsteiger in der Spielzeit 1977/78 die Qualifikation für die neu eingeführte Oberliga Nordrhein.
Hoffmann wechselte jedoch im Sommer 1978 zurück in den Profifußball und schloss sich Bayer 05 Uerdingen an, wo mit Siegfried Melzig sein vormaliger Trainer beim Bonner SC mittlerweile tätig war. Unter diesem war er auf Anhieb Stammspieler in der Zweitligasaison 1978/79, ehe er nach einer beim 4:0-Heimerfolg über Wacker 04 Berlin am zwölften Spieltag zugezogenen Verletzung zeitweise pausieren musste und anschließend unter dem mittlerweile als Cheftrainer engagierten Horst Buhtz nach der Winterpause als Einwechselspieler wieder in die Mannschaft zurückkehrte. Kurz vor Saisonende verletzte er sich erneut, so dass er nach Erreichen der Vizemeisterschaft auch in den gegen SpVgg Bayreuth erfolgreich gestalteten Aufstiegsspielen nicht einsetzbar war. Trotz des Aufstiegs in die Bundesliga verließ er nach nur einer Spielzeit den Klub und schloss sich dem Süd-Zweitligisten 1. FC Saarbrücken an. Mit der Mannschaft belegte er am Ende der Spielzeit 1979/80 den fünften Tabellenrang, war aber unter Trainer Slobodan Čendić nur in der Hinrunde regelmäßig zum Einsatz gekommen.
Hoffmann wechselte im Sommer 1980 erneut den Verein, dieses Mal ging er zum von Martin Luppen, ebenfalls vormals beim Bonner SC als Übungsleiter tätig, trainierten Ex-Bundesligisten SC Fortuna Köln. Mit sechs Toren in 30 Spielen war er in der Spielzeit 1980/81 am Erreichen des neunten Tabellenplatzes beteiligt, der die Qualifikation für die eingleisige 2. Bundesliga bedeutete. Hier lief er noch eine Spielzeit auf, ehe er ab 1982 im Amateurbereich die Karriere ausklingen ließ. Dabei spielte er zunächst für den Bonner Stadtteilklub 1. FC Godesberg in der Bezirksliga, ab 1989 lief er für den SV Wachtberg auf. 1994 beendete er dort seine aktive Laufbahn.